# Susanne Ljungskog
Susanne Ljungskog (Halmstad, Comtat de Halland, 16 de març de 1976) és una ciclista sueca, ja retirada, que fou professional entre 1999 i el 2010. Del seu nombrós palmarès destaquen dues medalles d'or als Campionats del Món en Ruta, així com una dotzena de campionats nacionals. Participà en tres edicions dels Jocs Olímpics d'Estiu, el 1996, 2004 i 2008.
El 2002 fou guardonada amb la medalla d'or de la Svenska Dagbladet.

## Palmarès
- 1994
  -  Campiona de Suècia en ruta
  -  Campiona de Suècia en contrarellotge
- 1996
  -  Campiona de Suècia en ruta
- 1997
  -  Campiona de Suècia en ruta
- 1998
  -  Campiona d'Europa sub-23 en Ruta
  -  Campiona de Suècia en ruta
  - Vencedora d'una etapa a la Volta a Turíngia
  - Vencedora de 2 etapes a l'Eurosport Tour
  - Vencedora de 2 etapes al Tour de l'Aude
- 2001
  - 1a a la Primavera Rosa
  - 1a al Gran Premi de Suïssa
  - Vencedora d'una etapa al Gran Bucle
- 2002
  -  Campiona del món en ruta
  - 1a al Giro de Toscana-Memorial Michela Fanini i vencedora de 3 etapes
  - Vencedora d'una etapa a l'Emakumeen Bira
  - Vencedora d'una etapa al Gran Bucle
- 2003
  -  Campiona del món en ruta
  -  Campiona de Suècia en ruta
  -  Campiona de Suècia en contrarellotge
  - 1a al Holland Ladies Tour
  - 1a al Giro de Toscana-Memorial Michela Fanini
  - 1a al Trofeu Costa Etrusca
  - Vencedora d'una etapa al Tour de l'Aude
  - Vencedora d'una etapa a la Volta a Turíngia
- 2004
  -  Campiona de Suècia en ruta
  -  Campiona de Suècia en contrarellotge
  - Vencedora d'una etapa al Tour de l'Aude
  - Vencedora d'una etapa a la Volta a Turíngia
- 2005
  -  Campiona de Suècia en ruta
  - 1a al Gran Premi Castella i Lleó
  - 1a al Giro de Toscana-Memorial Michela Fanini i vencedora d'una etapa
  - Vencedora d'una etapa a l'Emakumeen Bira
  - Vencedora d'una etapa a la Gracia Orlová
  - Vencedora d'una etapa a la Volta a Nova Zelanda
  - Vencedora d'una etapa al Holland Ladies Tour
- 2006
  -  Campiona de Suècia en ruta
  -  Campiona de Suècia en contrarellotge
  - 1a a la Durango-Durango Emakumeen Saria
  - 1a a l'Open de Suède Vårgårda
  - 1a al Holland Ladies Tour
  - Vencedora d'una etapa a l'Emakumeen Bira
  - Vencedora d'una etapa al Tour de l'Aude
  - Vencedora d'una etapa al Giro d'Itàlia
- 2007
  - 1a al Tour de l'Aude
  - 1a a l'Emakumeen Bira
  - 1a al Crono de les Nacions-Les Herbiers
  - Vencedora d'una etapa a la Volta a Turíngia
- 2008
  - 1a al Tour de Berna
  - 1a al Tour de l'Aude i vencedora d'una etapa
  - 1a al Crono de les Nacions-Les Herbiers
  - Vencedora d'una etapa al Tour de l'Ardecha